# Scinax acuminatus
Espèce
Synonymes
- Hyla acuminata Cope, 1862
- Hyla phrynoderma Boulenger, 1889
- Hyla fiebrigi Ahl, 1927

Statut de conservation UICN

 LC  : Préoccupation mineure
Scinax acuminatus est une espèce d'amphibiens de la famille des Hylidae.

## Répartition
Cette espèce se rencontre entre 150 et 1 000 m d'altitude dans le Pantanal, :
- au Brésil dans le sud du Mato Grosso et dans le Mato Grosso do Sul ;
- dans l'Ouest et le centre du Paraguay ;
- en Bolivie dans l'est du département de Santa Cruz ;
- dans le nord de l'Argentine dans le provinces de Formosa, Chaco, Corrientes, Entre Ríos et Santa Fe.

## Description
Les mâles mesurent de 39,0 à 45,0 mm.

## Publication originale
- Cope, 1862 : Catalogues of the Reptiles Obtained during the Explorations of the Parana, Paraguay, Vermejo and Uraguay Rivers, by Capt. Thos. J. Page, U. S. N.; And of Those Procured by Lieut. N. Michler, U. S. Top. Eng., Commander of the Expedition Conducting the Survey of the Atrato River. Proceedings of the Academy of Natural Sciences of Philadelphia, vol. 14, p. 346-359+594 (texte intégral).